# 迪塞尔循环
迪塞尔循环（英語：Diesel cycle）是往復式内燃机中的一種熱力學循環，常用在柴油引擎中。在迪塞尔循环中，燃料會注入到燃燒室中，之後燃燒室的氣體會壓縮，使燃料燃燒，產生熱能。迪塞尔循环和四行程引擎中用的奧圖循環不同，奧圖循環會用火花塞點燃燃燒室中的燃料-空氣混合物，而迪塞尔循环不需要火花塞。迪塞尔循环用在飛機柴油引擎、汽車、發電、柴电动力、鐵路機車等。
迪塞尔循环在燃燒一開始時假設是定壓行程（下圖中的{\displaystyle V_{2}}至{\displaystyle V_{3}}），這是理想的數學模型，實際上的迪塞尔循环在此部份的壓力會增加，但沒有奧圖循環那麼明顯。相反的，理想的奧圖循環在燃燒開始時假設是定容行程。

## 理想的迪塞尔循环

理想迪塞尔循环的壓力體積圖，過程是依照1-4的順序，依順時針方向進行

左圖是理想迪塞尔循环的壓力體積圖，其中{\displaystyle p}是壓強，V是體積，或是以單位質量為基礎的分析，則是比容。理想的迪塞尔循环會有以下的四個過程：
- 過程1至2為流體的等熵壓縮（蓝色）
- 過程2至3為流體的可逆定壓加熱（紅色）
- 過程3至4為等熵膨脹（黃色）
- 過程4至1為可逆定容冷卻（綠色）[1]

迪塞尔引擎是熱機，會將熱轉換為功。在圖中最下方的等熵過程（蓝色）中，能量以功{\displaystyle W_{in}}的型式進入系統，但依照定義（等熵），沒有熱能流進系統或是由系統流出。在等压过程（紅色）中，能量以熱{\displaystyle Q_{in}}的型式進入系統，最上方的等熵過程（黃色）中，能量以功{\displaystyle W_{out}}的型式離開系統，依照定義（等熵），沒有熱能流進系統或是由系統流出。在等容过程（綠色）中，能量以熱{\displaystyle Q_{out}}的型式離開系統。系統對外產生的功等於外界對系統作的功加上進入系統的熱能，再減去離開系統的熱能，換句話說，系統產生的淨功等於進入系統熱能和離開系統熱能的差。
- 輸入功（{\displaystyle W_{in}}）是由活塞壓縮空氣（系統）而產生
- 輸入熱（{\displaystyle Q_{in}}）是由燃料燃燒而產生
- 輸出功（{\displaystyle W_{out}}）是由工作流體膨脹推動活塞而產生（輸出可用的功）
- 輸出熱（{\displaystyle Q_{out}}）是經由排放燃燒後氣體而離開系統
- 產生的淨功 = {\displaystyle Q_{in}} - {\displaystyle Q_{out}}

產生的淨功也可以用P-V diagram中所圍住的區域來表示。每一次循環都會產生淨功，也是可用的功，可以轉換為其他型式的能量，例如推動車輛（動能）或是產生電能。將每次產生的功隨著時間累加，即為產生的能量。{\displaystyle W_{out}}也稱為總功，其中有些會在引擎的下一個行程中消耗，用來壓縮空氣。

### 最大熱效率
迪塞尔循环的最大熱效率和壓縮比以及停气比（cut-off ratio）有關，在一般条件進行分析，所得的熱效率如下：
{\displaystyle \eta _{th}=1-{\frac {1}{r^{\gamma -1}}}\left({\frac {\alpha ^{\gamma }-1}{\gamma (\alpha -1)}}\right)}
其中
{\displaystyle \eta _{th}}為热效率
{\displaystyle \alpha }為停气比{\displaystyle {\frac {V_{3}}{V_{2}}}}（燃燒相的最後體積和啟始體積的比例）
r為壓縮比{\displaystyle {\frac {V_{1}}{V_{2}}}}
{\displaystyle \gamma }為絕熱指數（熱容比，Cp/Cv）
停气比可以用以下和溫度有關的式子來表示：
{\displaystyle {\frac {T_{2}}{T_{1}}}={\left({\frac {V_{1}}{V_{2}}}\right)^{\gamma -1}}=r^{\gamma -1}}
{\displaystyle \displaystyle {T_{2}}={T_{1}}r^{\gamma -1}}
{\displaystyle {\frac {V_{3}}{V_{2}}}={\frac {T_{3}}{T_{2}}}}
{\displaystyle \alpha =\left({\frac {T_{3}}{T_{1}}}\right)\left({\frac {1}{r^{\gamma -1}}}\right)}
{\displaystyle T_{3}}可以近似為燃料的火焰溫度，火焰溫度可以近似為燃料在對應空氣-燃料比以及壓縮壓力{\displaystyle p_{3}}下的絕熱火焰溫度。{\displaystyle T_{1}}可似近似為進氣溫度。
公式只表示了理想的熱效率，實際熱效率會因為熱損失以及摩擦力損失，比理想效率要小很多。
奧圖循環（汽油引擎）的理想熱效率如下
{\displaystyle \eta _{otto,th}=1-{\frac {1}{r^{\gamma -1}}}}
迪塞尔循环公式比奧圖循環複雜很多，原因是因為熱是在定壓過程時加入，是在定容過程時移除。而奧圖循環的熱是在定容過程時加入及移除，所以比較簡單。
比較二個式子可以發現若壓縮比r相同，理想的奧圖循環效率較高。但是柴油引擎整體效率會比汽油引擎要好，因為可以在較高的壓縮比下操作。若是汽油引擎也在和柴油引擎相同的壓縮比下，會出現爆震（自發火，self-ignition，在火星塞點火前就先燃燒）的情形，會大幅降低引擎效率。不過在柴油引擎中，自發火是理想的特性。而且此處提到的奧圖循環公式沒有包括節流損失（throttling losses），而實際的迪塞尔循环不會有節流損失。

## 應用

### 柴油引擎
柴油引擎是單一週期的大型內燃機引擎中，有最低燃料消耗比的引擎，非常大型的船用柴油引擎其數值為0.26 lb/hp·h （0.16 kg/kWh）（多周期的发电厂用引擎其效率更高，但其中有二個引擎而不只是一個）。二行程柴油引擎有高壓的增压器（forced induction），特別是渦輪增壓器，因此在很大型的柴油引擎中大部份會以二行程的為主。
在北美洲柴油引擎主要用在大型的卡車，其引擎週期有低應力、高效率的特性，因此引擎壽命較長，維護成本也較低。重負載的鐵路也是因為類似原因選用柴油引擎為其理想動力來源。

### 其他沒有火星塞的內燃機
許多模型飞机會用非常簡單的电热式引擎（glow engines）或是迪塞尔引擎。电热式引擎有預熱塞。迪塞尔引擎有可變的壓縮比，兩者都需要特別的燃料。
有些十九世紀其至更早期的實驗引擎使用外部火焰來點火（尼古拉·卡诺就是以上述基礎研究引擎的壓縮性能），不過隨著壓縮比的增加，此作法比較少人使用。早期這類的研究也表示迪塞尔引擎有可能在沒有電力協助時就已經發明出來。